# Springvale South
Springvale South är en del av en befolkad plats i Australien. Den ligger i kommunen Greater Dandenong och delstaten Victoria, omkring 24 kilometer sydost om delstatshuvudstaden Melbourne. Antalet invånare är 12 184.
Runt Springvale South är det tätbefolkat, med 591 invånare per kvadratkilometer.. Närmaste större samhälle är Cranbourne, omkring 19 kilometer sydost om Springvale South. 
Runt Springvale South är det i huvudsak tätbebyggt. Genomsnittlig årsnederbörd är 1 251 millimeter. Den regnigaste månaden är maj, med i genomsnitt 154 mm nederbörd, och den torraste är januari, med 51 mm nederbörd.